# فيفل ستيوارت
فيفل ستيوارت هي ممثلة أمريكية ولدت في 4 نوفمبر 1996. قامت بدور إيزي في مسلسل غير اعتيادي.

## روابط خارجية
- فيفل ستيوارت على موقع IMDb (الإنجليزية)
- فيفل ستيوارت على موقع ميتاكريتيك (الإنجليزية)
- فيفل ستيوارت على موقع روتن توميتوز (الإنجليزية)
- فيفل ستيوارت على موقع قاعدة بيانات الأفلام العربية
- فيفل ستيوارت على موقع أول موفي (الإنجليزية)
- فيفل ستيوارت على موقع قاعدة بيانات الفيلم (الإنجليزية)
- فيفل ستيوارت على موقع كينوبويسك (الروسية)